# Gut Koberstein
Gut Koberstein ist ein Hofgut und ehemaliger Adelssitz in der Ortsgemeinde Obererbach (Westerwald) im Landkreis Altenkirchen (Westerwald) in Rheinland-Pfalz. 
Der heutige Obererbacher Ortsteil Koberstein besteht aus den beiden Höfen Alt-Koberstein und Neu-Koberstein sowie der Kobersteiner Mühle, nahe Dieperzen gelegen.

## Geschichte
Die Schreibweise des Ortsnamens ist uneinheitlich, neben „Koberstein“ kommt im Mittelalter und in der Neuzeit auch „Coberstein“, „Coverstein“ oder „Koverstein“ vor. 
Die erste Erwähnung von Koberstein erfolgte in einer mittelalterlichen Urkunde des Grafen Johann III. von Sayn vom 6. November 1358. In dieser Urkunde wird die „Burg Koberstein“ genannt, die Ritter von Johann von Koberstein vor November 1358 errichten ließ. Zur Burg Koberstein gehörte ein großer landwirtschaftlicher Besitz, der das Gut Koberstein mit der Burg als Mittelpunkt bildete. Der Ritter Johann von Koberstein, ein Nachfahre des Burgherren von Koberstein im Westerwald, wurde durch den Grafen Adolf von Kleve und Mark mit Haus und Hof Lieberhausen belehnt und erbaute um 1413 an der Agger die Burg Koverstein im Bergischen Land, die er nach seinem Stammsitz im Westerwald benannte. Nach dem Tod des letzten Ritters von Koberstein ging die Burg und der Hof Koberstein an andere Adelsfamilien über. Koberstein war danach im Besitz der Adligen von Bicken, kam 1495 an die Mant von Limbach und fiel zwischenzeitlich noch mal an den Grafen Hermann von Sayn. Nach seinem Tod verkaufte Graf Heinrich IV. von Sayn am 10. September 1588 die Burg und Hof Koberstein an Margarethe von Gymnich, wodurch Koberstein freies Eigentum der Käuferin (Allodialgut) wurde. 
Zwischen 1589 und 1599 erwarb Ruprecht von Bruch das Gut und die Burg Koberstein, die bis 1630 in seinem Besitz blieben und dann an die Familie von Stepproth verkauft wurden. Durch Erbe ging Koberstein danach an die Familie von Obsinnig genannt Rohe über. Anfang des 18. Jahrhunderts erbte die Familie Le Grand d’Angelstein Koberstein. Die Eigentümer von Koberstein sind 1736 ohne Nachkommen verstorben. Die Burg Koberstein ist daraufhin im 18. Jahrhundert verfallen. 
Hingegen wurde die Landwirtschaft auf dem Hof Koberstein fortgesetzt und das Gut anschließend mehrmals verkauft und verpachtet. 1824 ist der Hof durch Gottlob Heinrich Ehrenfried von Nauendorf ausgebaut worden. Im März 1859 erteilte das Königreich Preußen die notwendige Konzession für den Bau der Kobersteiner Mühle, die als oberschlächtige Mahlmühle gebaut wurde und im August 1860 den Betrieb aufnahm. 1871 bis 1878 wurde Koberstein zu einem Gutshof weiter ausgebaut. Durch den Bau der Eisenbahn von Altenkirchen nach Au durch das Erbachtal, die nahe am Hof Koberstein und der Kobersteiner Mühle entlang verläuft, wurden der Gutshof Koberstein und die Kobersteiner Mühle von ihren Ländereien abgeschnitten. Zwischen 1887 und 1909 brannte der Hof Koberstein dreimal ab. Während des Nationalsozialismus wurde das Gut Koberstein aufgrund des Reichserbhofgesetzes zu einem Erbhof erklärt. Durch die Teilung des Erbhofes Koberstein entstand 1936 ein weiterer Gutshof (Neu-Koberstein). Der frühere adlige Gutshof Koberstein erhielt die Bezeichnung „Alt-Koberstein“.